# Uroš Lipušček
Uroš Lipušček, slovenski televizijski novinar in politični publicist, * 5. oktober 1947, Idrija. 

## Življenje in delo
Rodil se je v družini uslužbencev Milovana in Milene, rojene Lapajne. Po osnovni šoli in gimnaziji v domačem mestu je študiral sociologijo, politične vede in novinarstvo na FDV v Ljubljani. Po diplomi se je 1970 zaposlil na RTV Ljubljana, kjer je postal komentator za države v razvoju, neuvrščenosti in protikolonialno politiko Bližnjega vzhoda. Magistriral je na FDV pri Zdenku Roterju leta 1984 na temo Politični islam, doktoriral pa prav tam 2003 pri Rudiju Rizmanu in Igorju Lukšiču s tezo Vprašanje slovenske državnosti v luči zunanje politike ZDA (1914-1920). 
Bil je dopisnik RTV Slovenija iz New Yorka, 1996 je kandidiral za generalnega direktorja nacionalne radiotelevizije, do 2002 je bil odgovorni urednik informativnega programa RTV, rektor AAB-univerze na Kosovu. Po upokojitvi sta s partnerko Meto Lokar več let preživela na Kitajskem, kjer je bila ona lektorica za slovenščino.
Poročal je s konferenc predsednikov in vlad neuvrščenega gibanja v Alžiru, Colombu, Havani in New Delhiju ter drugih globalnih konferenc po svetu. Spremljal je jugoslovanskega predsednika Tita po Indiji, Bangladešu, Nepalu, Siriji, Turčiji, Alžiriji, Šri Lanki, Kubi. Za ljubljansko televizijo je posnel reportaže iz Etiopije, Sudana, Tanzanije, Zimbabveja, Zambije, Centralne Afrike, Alžirije, Indije, Šri Lanke, Nepala, Burme, Indonezije, Singapurja idr. 
Je strokovnjak za islam, po iranski revoluciji je večkrat potoval v Iran in poročal od tam. Objavlja v časopisih Delo, Dnevnik, Teleks, NIN (Beograd), Svijet (Sarajevo), Teorija in praksa in v televizijskih oddajah komentira aktualno politično dogajanje, npr. vojno v Ukrajini, ter intervjuva poznane osebnosti, 2023 npr. Noama Chomskega in Jeffreyja Sachsa. 

### Evropske volitve 2024
Lipušček je prvič o svoji kandidaturi na evropskih volitvah 2024 spregovoril novembra 2023, ko je sprva želel oblikovati neodvisno kandidatno listo intelektualcev, ki bi si prizadevali za mir v Ukrajini in na Bližnjem vzhodu. Svojo kandidaturo je nato uradno potrdil februarja 2024, a še ni razkril, na kateri listi bo kandidiral. Aprila je razkril, da bo nastopil kot nosilec skupne liste neparlamentarnih strank DeSUS in Dobra država. Po podpisu sporazuma o sodelovanju so 18. aprila javnosti predstavili končno kandidatno listo.
Lipušček je med kampanjo trdil, da je za rusko invazijo na Ukrajino krivo »širjenja zveze NATO« in da gre za »proksi vojno«. Zavzemal se je za takojšnje prenehanje vse pomoči napadeni Ukrajini in pogajanja.
Na volitvah 9. junija je skupna lista dobila 2,22 % glasov, s čimer se ji ni uspelo prebiti v evropski parlament, Lipušček pa je dobil 10.598 preferenčnih glasov volivcev, kar je predstavljalo več kot 70 % glasov liste.

## Nagrade
- 1980 častna diploma na leipziškem festivalu TV in dokumentarnega filma za oddaji Alijeva revolucija in Iran
- 1980 prva nagrada na Festivalu jugoslovanske televizije v Portorožu
- 1980 nagrado Tomšičevega sklada za najboljše časnikarske dosežke